# Hippolita monacói hercegné
Hippolita született Ippolita Trivulzio (Milánó, 1600 – Monaco, 1638. június 20.) monacói hercegné, II. Honoré monacói herceg felesége.

## Élete
1600-ban született, a Milánói Hercegségben, a milánói Trivulzio-palotában, Trivulzio Károly Emánuel Teodor melzói gróf és Gonzága Katalin leányaként.
Egy fivére volt:
- Trivulzio János (1597 – 1656. augusztus 3.), 1629-től bíboros, aki 1615-ben elvette Grimaldi Johanna Mária monacói nemeshölgyet, kitől három gyermeke született frigyük körülbelül öt éve során: Oktávia, Katalin és Herkules Teodor. 1642-től Aragónia alkirálya, 1647 és 1649 között Szicília alkirálya, 1649-től 1651-ig pedig Szardínia alkirálya. 1656 áprilisától haláláig a Milánói Hercegség kormányzója volt.

1616. február 13-án feleségül ment a 18 éves II. Honoré monacói herceghez, akinek egy fiút szült frigyük 22 éve alatt:
- Herkules (1623. december 16. – 1651. augusztus 2.), Monaco hercege és 1642 után már Baux márkija is, aki 1641. július 4-én elvette a molfettai herceg leányát, Spinola Mária Auréliát. 10 évig tartó frigyükből négy gyermek született, egy fiú és három leány: Lajos, Mária Hippolita, Johanna Mária és Teréza Mária. Lajos carladès-i grófnak, aki I. Lajos néven 1662-től volt Monaco uralkodó hercege, a jelenlegi uralkodó, II. Albert az ő közvetlen leszármazottja.

Hippolita férjének ősei, a Grimaldik, már az 1200-as évektől uralták a Monacói Hercegséget.
A hercegné 38 évet élt, s 1638. június 20-án hunyt el, a monacói hercegi palotában. Eredetileg a monacói Szent Miklós-katedrális kriptájában temették el, ám 1966. november 4-én leszármazottja, az akkori uralkodó, III. Rainier monacói herceg áthelyeztette onnan az asszony földi maradványait.